# Konstantin Loukites
Konstantin Loukites bio je bizantski pjesnik haldijskog podrijetla i dvorski službenik Trapezuntskog carstva početkom 14. stoljeća. Služio je kao protonotar i protovestiar za cara Aleksija II., Što ga je zapravo učinilo Aleksijevim premijerom.

## Život
Datum Loukitesova rođenja nije poznat, iako u marginalnoj bilješci stoji da je došao iz Makedonije. Školovanje je stekao u Carigradu; njegov je učitelj, među ostalim, bio Teodor Hyrtakenos. Do 1301. stigao je u Trabzon, jer je u studenom te godine ispratio cara Aleksija II. u kampanju protiv "Amitiotaja", Turkomana iz Diyarbakıra (Amida), koji su prodrli duboko na teritorij Trebizonda da bi otpustili Kerasous (moderni Giresun), drugi najvažniji grad Carstva.
Jedan važan odnos koji su Loukites razvili dok su živjeli u Trebizondu bio je s astronomom Gregoryjem Choniadesom: od Choniadesovih 16 preživjelih pisama, četiri su bila Loukitesima. Dva sačuvana rukopisa, jedan primjerak Ilijade (Ambros. I 58 sup.) Druga kopija Tukidida (Vatikan. Ottob. gr. 211), koja je bila dio Choniadesove knjižnice, također nose Loukitesove tablice.
Loukites je zadržao visok položaj na carskom dvoru za vrijeme vladavine cara Bazilija; najnoviji dokaz za to je još uvijek živo pismo je koje mu je napisao Nikephoros Gregoras, datirano između 1335. i 1340. godine. Njegov se pogrebni natpis navodno nalazi u Aja Sofiji iz Trabzona, na istočnoj strani crkve u luku iza svetišta.